# Comuna Sudiivka
Sudiivka (în ucraineană Судіївка) este o comună în raionul Poltava, regiunea Poltava, Ucraina, formată din satele Șevcenkî și Sudiivka (reședința).

## Demografie
Componența lingvistică a comunei Sudiivka
     Ucraineană (96,97%)
     Rusă (2,76%)
     Alte limbi (0,07%)
Conform recensământului din 2001, majoritatea populației comunei Sudiivka era vorbitoare de ucraineană (96,97%), existând în minoritate și vorbitori de rusă (2,76%).